# Jakob Gyllenborg
Jakob Gyllenborg (ur. 7 marca 1648 w Uppsali., zm. 11 marca 1701) - polityk szwedzki  W latach 1689–1695  był gubernatorem Uppsali. W roku 1693 był moderatorem parlamentu szwedzkiego, czyli tzw. landmarszałkiem (Lantmarskalk). 
Z jego imieniem związane są tak zwane Wielkie redukcje (szw stora reduktionen) - konfiskata ziemi szlacheckiej przez szwedzkiego króla Karola XI przeprowadzona w 1680.